# René Wildhaber
René Wildhaber, né le 23 octobre 1976 à Flumserberg, est un coureur cycliste suisse. Spécialiste du VTT, il est notamment deuxième du championnat d'Europe de descente en 1999.

## Biographie
Issue d'une famille d'agriculteurs en montagne, René Wildhaber a grandi dans le domaine skiable de Flumserberg. Il pratique le ski avant de découvrir le VTT. Dans la catégorie des moins de 23 ans, il est l'un des meilleurs coureur de son pays en VTT cross-country. 
Il découvre ensuite la descente VTT et devient notamment vice-champion d'Europe de la discipline en 1999 derrière l'Italien Bruno Zanchi. Il s'illustre sur les longues descentes comme la Bike Attack à Lenzerheide (7 victoires) et la Mégavalanche de l'Alpe d'Huez (6 victoires). Il se dirige ensuite vers les courses d'enduro et obtient des podiums sur les Enduro World Series.

## Palmarès en VTT

### Championnats d'Europe
- La Molina 1999
  -  Médaillé d'argent de la descente
- Livigno 2001
  - 6e de la descente

### Championnats de Suisse
- 1999
  - 3e de la descente
- 2000
  - 2e de la descente
- 2001
  - 2e de la descente

### Autres
- Mégavalanche de l'Alpe d'Huez : 2001, 2002, 2003, 2004, 2007 et 2008
- Mégavalanche de La Réunion : 2004 et 2009